# Шёльнах
Шёльнах (нем. Schöllnach) — ярмарочная община в Германии, в Республике Бавария.
Община расположена в правительственном округе Нижняя Бавария в районе Деггендорф. Население составляет 4960 человек (на 31 декабря 2010 года). Занимает площадь 39,93 км².
Ярмарочная община подразделяется на 2 сельских округа.

## Население
По оценке на 31 декабря 2015 года население общины Шёльнах составляет 4796 чел. 

| Дата      | 1840 | 1871 | 1900 | 1925 | 1939 | 1950 | 1961 | 1970 | 1987 | 2011 |
| --------- | ---- | ---- | ---- | ---- | ---- | ---- | ---- | ---- | ---- | ---- |
| Население | 2255 | 2440 | 2467 | 2814 | 3129 | 3988 | 3717 | 4028 | 4344 | 4822 |

| Год       | 1960 | 1970 | 1980 | 1990 | 2000 | 2009 | 2010 | 2011 | 2012 | 2013 | 2014 | 2015 |
| --------- | ---- | ---- | ---- | ---- | ---- | ---- | ---- | ---- | ---- | ---- | ---- | ---- |
| Население | 3741 | 4068 | 4031 | 4558 | 5027 | 4986 | 4960 | 4808 | 4780 | 4792 | 4844 | 4796 |